# James Oppenheim

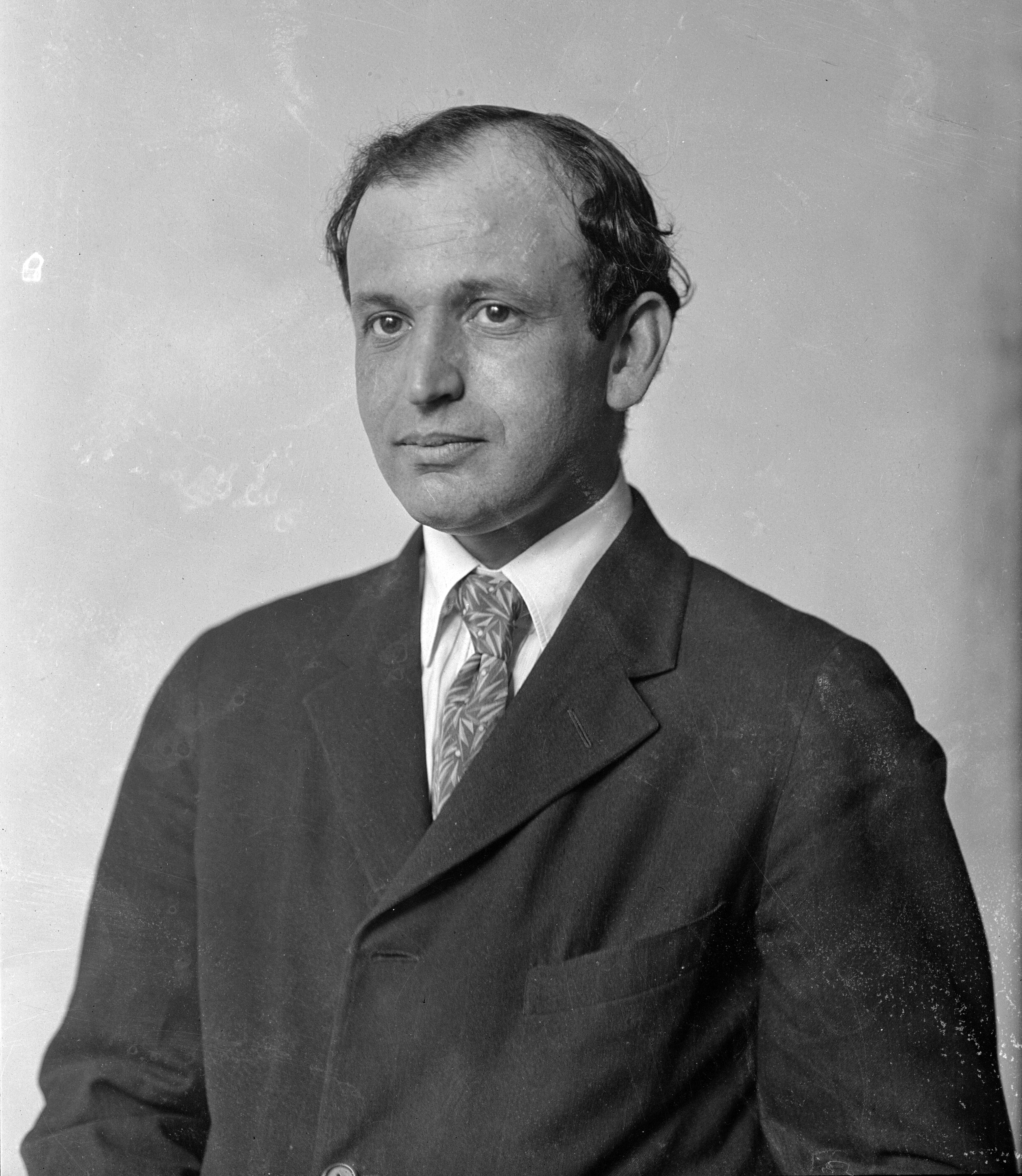
James Oppenheim (1932)

James Oppenheim (* 24. Mai 1882 in St. Paul, Minnesota; † 4. August 1932 in New York City) war ein US-amerikanischer Poet, Autor und Herausgeber.

## Leben
Er wurde als Sohn von Joseph und Matilda (geborene Schloss) Oppenheim geboren. Er studierte an der Columbia University und heiratete Linda Gray, mit der er zwei Kinder, Ralph und James Jr., hatte.
Oppenheim arbeitete zwischen 1901 und 1903 als Vorarbeiter im Hudson Guild Settlement in New York, zwischen 1905 und 1907 als Lehrer und geschäftsführender Superintendent der Hebrew Technical School for Girls in New York. Zwischen 1916 und 1917 war er ein Herausgeber der Zeitschrift The Seven Arts, bis er, aufgrund seiner oppositionellen Haltung zur Beteiligung der USA am Ersten Weltkrieg, auf die schwarze Liste gesetzt wurde.

## Werk
In seinen Werken beschrieb Oppenheim Probleme der Arbeiterschaft unter anderem in seiner Novelle The Nine-Tenths (1911) und seinem bekannten Gedicht Bread and Roses (Brot und Rosen) (1911). Der Slogan Brot und Rosen wird heute gemeinhin mit dem Streik der Textilarbeiterinnen in Lawrence, Massachusetts, im Jahre 1912 verbunden.
Werkauswahl:
- Doctor Rast. Sturgis and Walton. New York, 1909
- Pay Envelopes (1911)
- The Nine-Tenths. Harper and Brothers, New York 1911
- The Olympian (1912)
- Idle Wives. The Century Company, New York 1914
- Songs For The New Age. Century, New York 1914
- The Beloved B. W. Huebsch, New York 1915
- War and Laughter (1916)
- The Book Of Self (1917)
- The Solitary (1919)
- The Mystic Warrior (1921)
- Golden Bird (1923)
- The Sea (gesammelte Gedichte – 1924)
- Behind Your Front (1926)
- Songs for the New Age. Haldeman-Julius, Girard 1926.
- American Types: A Preface To Analytic Psychology (1931)